# Клод Геруа
Клод Геруа (фр. Claude Gueroi, ?—?) — французький архітектор, що працював при Катерині II-ій в Росії і в Україні. Академік архітектури (1774) Російської академії мистецтв.
13 жовтня 1786 року був затверджений його проект будівництва Катеринослава на Дніпрі. Проте місто будували за практичнішим планом російського архітектора Івана Старова, затвердженим Катериною II 23 лютого 1792 р. .
Його син Геруа Олександр Клавдійович (помер у 1852 році) був інженер-генералом й членом військової ради.
| Доричний ордер | Це незавершена стаття про архітектора чи архітекторку. Ви можете допомогти проєкту, виправивши або дописавши її. |